# 瑪莉娜灌林猶太會堂

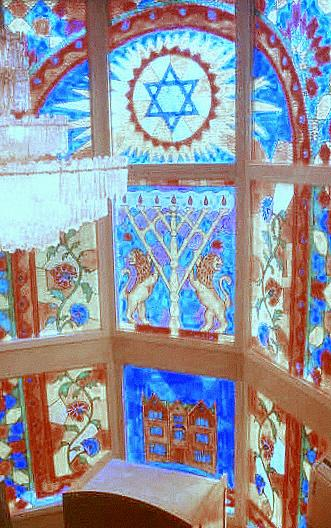

瑪莉娜灌林猶太會堂（俄语：Московская Синагога Хабада в Марьиной Роще）是俄羅斯首都莫斯科的一座猶太會堂，創建於1925年。這座猶太會堂又有莫斯科第二猶太會堂之稱，現在的建築竣工於1996年。

## 外部連結
- Maryina Roshcha Synagogue (Moscow) （页面存档备份，存于）

55°47′27″N 37°36′29″E / 55.79083°N 37.60806°E